# Mistrzostwa Polski w Bobslejach 2018
Mistrzostwa Polski w Bobslejach 2018 – 20. zawody bobslejowe o tytuł mistrza Polski rozegrane 28 października 2018 w łotewskiej Siguldzie.
Przeprowadzono jedną konkurencję – dwójki mężczyzn, w których tytuł z zeszłego roku obronili Mateusz Luty i Krzysztof Tylkowski. W zmaganiach wystartowały 3 zespoły.
W 2018, po raz pierwszy w historii, przeprowadzono również mistrzostwa Polski w startach na ścieżce lodowej. Zawody te odbyły się 16 października 2018, także w Siguldzie, a złote medale zdobyli Krzysztof Tylkowski (2 konkurencje: start z pozycji bocznej i start z tyłu) oraz Jakub Stano (start pilotów).

## Wyniki
| Pozycja | Zawodnik                         | Ślizg 1 | Ślizg 2 | Wynik   |
| ------- | -------------------------------- | ------- | ------- | ------- |
| 1       | Mateusz Luty Krzysztof Tylkowski | 50,87   | 51,18   | 1:42,05 |
| 2       | Jakub Stano Arnold Zdebiak       | 51,99   | 52,44   | 1:44,43 |
| 3       | Jakub Zakrzewski Michał Pietrzak | 55,11   | 54,94   | 1.50,05 |